# Nancy Jouwe
Nancy Leilani Jouwe (Delft, 1967) is een Nederlands cultuurhistoricus en auteur. Zij doet onderzoek naar onder meer racisme en intersectionaliteit. Vanaf begin jaren '90 van de twintigste eeuw zet zij zich als woordvoerder, publicist en organisator in voor Papoearechten en vrouwenrechten.

## Biografie
Nancy Jouwe is de jongste dochter van Papoealeider Nicolaas Jouwe en zijn tweede vrouw, Louise Leonara (Wiesje) Fisher (Solo, 1922 - Delft, 2011), een Indische apothekersassistente die in Den Haag woonde en werkte.
Jouwe studeerde vrouwenstudies en cultuurgeschiedenis aan de Universiteit Utrecht en in York. In de jaren '80 en '90 van de twintigste eeuw was zij betrokken bij krakers- en emancipatiebewegingen. Ze reisde veel in Zuidoost-Azië en de Pacific, onder andere om te lobbyen voor vrouwenrechten. In 2009 reisde zij met haar vader naar Indonesië. Deze reis werd vastgelegd in de documentaire Land zonder koning van Babette Niemel.
Jouwe werkte als junior-onderzoeker bij de Universiteit Utrecht en als adjunct-directeur bij Mama Cash. Daarna was zij tot 2010 directeur van Stichting Papua Cultureel Erfgoed (PACE) en tot 2013 programmadirecteur bij Kosmopolis Utrecht, een platform dat door middel van kunst en cultuur een dialoog tussen gemeenschappen tot stand wil brengen. Sinds 2019 is zij een van de twee voorzitters van het bestuur van Mama Cash. Zij heeft les gegeven aan de Universiteit Utrecht, SIT Study Abroad, de Willem de Kooning Academie, het Amsterdam University College, de Council on International Educational Exchange (CIEE) en de Hogeschool voor de Kunsten Utrecht. Ze is projectleider van Mapping Slavery, een transnationaal onderzoeksproject dat de Nederlandse rol in de slavernijgeschiedenis in kaart brengt. Zo deed ze onderzoek naar het slavernijverleden in Utrecht, in opdracht van de gemeente. Het onderzoek resulteerde in een boek, Slavernij en de stad Utrecht, uitgebracht in 2021.
Jouwe houdt zich met name bezig met vrouwenstudies, gender, etniciteit en misogynoir, Papoea-erfgoed en -identiteit, en transculturele kunstprojecten. Als onderzoeker, curator en projectmanager focust ze op culturele en sociale bewegingen in postkoloniaal Nederland.
Op 1 november 2014 sprak ze op de manifestatie '5 december voor iedereen' in Utrecht.
Met ingang van 15 februari 2023 werd Jouwe benoemd tot lid van de Raad voor Cultuur voor een periode van vier jaar.